# Nanolijm
Nanolijm (en: nano-glue) is een lijm die haar lijmeigenschappen (hechting) verkrijgt door de natuurkundige en/of scheikundige eigenschappen die optreden in het scheidingsvlak van de verschillende lagen.

## Kenmerk
Het kenmerk van een nanolijm is dat de lijmlaag enkele moleculen dik is. De afmetingen van deze laag is zo klein dat men spreek over nano-afmetingen. De natuurkundige en scheikundige interacties zijn bij deze dunne lagen anders dan bij de meer gangbare dikkere lijmlagen. De nanolijm is meestal gemaakt uit individuele zelfklittende moleculen. Zelfs water gedraagt zich op nanoschaal als een lijm.

## Onderzoek
Omdat de nanolijmen in potentie veel toepassingen mogelijk maken is het onderzoek hierin in volle gang. In theorie zou de nanolijm elk oppervlak aan elkaar kunnen lijmen.

## Toepassingen
Van groot belang is de nanolijm voor de elektronica. Voor het koelen van de processoren is de nanolijm, die temperatuurbestendiger is en beter de warmte kan doorgeven, een uitkomst. Hierdoor wordt het mogelijk om de elektronica verder te miniturialiseren. Bovendien blijkt de lijm goedkoop te produceren. Ander potentiële toepassing zijn het voorzien van oppervlakten van vuilafstotende en/of UV licht absorberende en/of reflecterende en/of isolerende en/of corrosievaste lagen.

## Geschiedenis
Bestudering van natuurlijmtoepassingen en het proberen deze hechtingsmechanismen te doorgronden zijn de achterliggende oorzaken van de ontdekking van de nanolijmen.
- In 2006 is door drs. K.B. Jinesh en prof.dr. Joost Frenken ontdekt[1] dat op nanoschaal water niet meer nat en glibberig is. Het wordt een vaste en plakkerige substantie. Een heel klein laagje water tussen twee oppervlakken gedraagt zich als een lijm.
- In 2007 is door het polytechnisch instituut Rensselaer[2] een nanolijm ontwikkeld[3] welke tussen een laag van kiezelzuur en koper is geplaatst. Het verrassende van deze toepassing was dat de nanolijm bestand is tot temperaturen van bijna 400 °C.